# DVB-RCS
DVB-RCS (Digital Video Broadcasting — Return Channel via Satellite, также Return channel over system) — европейский стандарт телевещания, один из семейства стандартов DVB, утверждённый Европейским Институтом Стандартизации в области Связи (ETSI) в 2000 году. Стандарт предлагает прямой канал, основанный на формате данных DVB/MPEG-2, и обратный канал, на основе режима Многочастотного доступа с Разделением по времени (MF-TDMA). Широкополосная несущая DVB/MPEG-2 может обеспечить скорость передачи в прямом канале до 110 Мбит/с, а режим MF-TDMA предусматривает скорость до 8 Мбит/с в обратном канале с каждого удалённого терминала. В реальности же скорость прямого и обратного канала зависит от оборудования и пока зачастую далеко не доходит до указанного предела скоростей.
Главным отличием этой технологии является высокая скорость передачи данных в обратном канале, что позволяет использовать различные мультимедийные приложения. Основанная на открытом стандарте (ETSI EN 301 790) технология, обеспечивает совместимость оборудования различных производителей оборудования в одной спутниковой сети.
Схемы распределения ресурсов DVB-RCS сети обеспечивает максимальную эффективность и гибкость системы с минимальными издержками. Кроме того, DVB-RCS характеризуется возможностью эффективной защиты информации в сетях передачи данных, создаваемых на базе данной технологии.

## Преимущества стандарта
- Универсальность, позволяющая подключать любое оборудование и передавать любые виды информации (новейшее оборудование универсального стандарта DVB-RCS).
- Более высокая скорость обратного канала по сравнению с другими производителями оборудования при меньшем диаметре антенны — до 8 Мбит/c.
- Предоставление услуг по передаче данных, телефонии и доступу в Интернет одновременно.

## Реализации стандарта
Стандарт DVB-RCS/DVB-RCS2 является фактически набором рекомендаций, принятых далеко не всеми производителями и по разному ими реализуемых. Даже если для двух разных типов оборудования VSAT заявлено соответствие стандарту DVB-RCS, это не обязательно означает, что оно может работать в одной сети. По оценкам, не  более  10%  всех, представленных на рынке,  VSAT-станций поддерживают DVB-RCS в соответствии с описанием консорциума  DVB Project. Большинство производителей -   Hughes,  Gilat, iDirect, Eastar  и  прочие - строят оборудование на базе собственных закрытых стандартов и в  сети,  построенной  на оборудовании одного  производителя,  терминалы другого работать не могут.